# AMC Entertainement
Pour les articles homonymes, voir AMC et Durwood.
AMC Entertainement (anciennement AMC Theatres) est l'une des plus grandes chaînes de salles de cinémas des États-Unis. Elle est aussi la seule des 12 grandes chaînes de cinémas d'Amérique du Nord à ne pas s'être mise en faillite durant la récession dans le secteur entre 2001 et 2002.
Elle fut connue sous le nom de Durwood Theatres entre 1920 et 1960, du nom de son fondateur Edward Durwood. Ce n'est qu'en 1960 qu'elle prit son nom actuel.
En janvier 2006, Loews Cineplex a été racheté par AMC Theatres. Et en mai 2012, c'est le conglomérat chinois Dalian Wanda Group qui rachète AMC.

## Histoire
La société fut fondée en 1920 par un ancien artiste ambulant, Edward Durwood, avec une salle de cinéma d'un seul écran à Kansas City dans le Missouri. À une époque où les vaudevilles américains étaient sur le déclin, Durwood se convertit à raison vers les films qu'il devina être l'avenir de l'industrie du divertissement. Sa petite chaîne de cinéma mono-salle eut un succès mitigé.
Mais son fils Stanley, qui avait obtenu un diplôme de l'université Harvard et servi dans l'U.S. Air Force pendant la Seconde Guerre mondiale, reprit le contrôle des Durwood Theatres en 1960. Il renomme la société familiale en American Multi-Cinema et entame l'application des notions de management qu'il avait appris. Il révolutionne ainsi l'industrie des salles de cinéma. Comme il l'explique plus tard dans le magazine Variety: "Nous devions définir ce que notre société était en train de faire dans le monde (de la représentation). Mon père n'était pas si organisé".

### Les années 1960 à 1990: La révolution des complexes
AMC ouvrit le premier complexe de cinéma américain (comprenant deux salles) en 1963 à Kansas City. Plus tard, Durwood raconta « qu'en 1962 il se tenait dans le hall de son cinéma de 600 places, le Roxy à Kansas City,  maugréant sa faible rentabilité lorsqu'il réalisa qu'il pouvait doubler son offre en ajoutant un second écran et en conservant la même équipe. ». Il fut suivi en 1966 par un quatre-salles et un six-salles en 1969.
AMC fut aussi pionnière en ouvrant le premier mégaplexe américain avec le AMC Grand 24 de Dallas au Texas en 1995. Mais « l'invention » de ces complexes de plus de vingt salles est due à la chaîne belge Kinepolis avec le Kinepolis Madrid (25 salles) en 1988.
AMC fut un des grands précurseurs en termes d'améliorations des normes de confort des spectateurs dans l'industrie du cinéma. Elle fut la première à installer des porte-gobelets dans les accoudoirs des fauteuils et à construire des salles avec une disposition en stade (avec des gradins). Cette dernière amélioration a permis à AMC de devenir une cible privilégiée des poursuites lancées par des activistes voulant défendre les personnes à mobilités réduites. AMC a aussi eu son lot d'échecs, tels que les pop-corns au micro-onde au lieu des machines traditionnelles ou des films en 16 mm.

### Année 2000: Une multinationale en expansion
En novembre 1999, AMC s'implante dans le Nord de la France, à Dunkerque : AMC Marine 20.
En mars 2002, la société a fait l'acquisition de General Cinemas Companies, ajoutant 621 salles à son réseau américain.
En 2002, elle achète Gulf States Theatres, ajoutant 68 salles dans la région de La Nouvelle-Orléans
Fin 2003, elle se porte acquéreur de MegaStar Theatres, des cinémas dans la région Atlanta et de Minneapolis-Saint Paul.
AMC Entertainment a annoncé le 21 juin 2005 son intention de fusionner avec la société new-yorkaise Loews Cineplex Entertainment, anciennement détenue par un groupe d'investisseurs composé de Bain Capital, Groupe Carlyle et Spectrum Equity. AMC possède aussi des salles au Canada qui sont classées pour leur nombre en troisième place derrière Cineplex Entertainment et Empire Theatres. En raison d'une possibilité de monopole, la décision de fusionner a été suspendu par les instances américaines. Elles ont statué le 26 janvier 2006 au profit d'AMC Theater qui prit le contrôle de Loews. La majorité des salles ont été renommées.
En mai 2012, le conglomérat chinois Dalian Wanda Group rachète AMC pour 2,6 milliards de dollars.
En mars 2016, AMC annonce l'acquisition pour 1,1 milliard de dollars de Carmike, une chaîne de cinéma concurrente qui possède 276 cinémas alors que AMC en possède 387. En juillet 2016, AMC annonce l'acquisition d'Odeon & UCI Cinemas, une entreprise britannique de gestion de salle de cinéma qui possède 242 cinémas, pour 921 millions de livres, soit l'équivalent de 1,21 milliard de dollars.
En avril 2020, la nouvelle d’une faillite potentielle d’AMC refait surface. Mais à la fin du mois de janvier 2021, la firme indique avoir levé 917 millions de dollars, déclarant que « toute discussion portant sur une faillite imminente d'AMC n'est plus à l'ordre du jour ».
Quelques jours après cette annonce, l'action en bourse d'AMC monte en flèche. Cotée à 2 dollars en début d'année à la suite de la pandémie de Covid-19, elle se retrouve propulsée à près de 20 dollars à la fin du mois de janvier, portée par les boursicoteurs du subreddit WallStreetBets. Ces derniers cherchent à acheter des actions massivement vendues à découvert, dans le but de provoquer une liquidation forcée des positions courtes (short squeeze). Un autre but est d'attaquer les firmes spécialisées dans les fonds spéculatifs, qui parient à la baisse sur des entreprises en difficulté. À la suite de l'affaire GameStop, AMC est considéré comme un « meme stock », au même titre que GameStop, BlackBerry, Nokia ou Bed Bath & Beyond : des actions extrêmement volatiles, massivement soutenues par les petits porteurs et source de mèmes provenant de WallStreetBets.
À la suite de ce ralliement, l'action retombe à 5,50 dollars le 9 février. La réouverture des cinémas aux États-Unis et la sortie de blockbusters comme Godzilla vs Kong permet à l'action d'AMC de remonter entre 10 et 14 dollars. Profitant de sa bonne forme, AMC annonce se renflouer via la bourse en proposant plus d'actions sur le marché. Cela amorce également l'arrivée de nouvelles positions courtes et la vente de parts par certains actionnaires, jugeant l'action surévaluée. Cela pousse les petits porteurs à réaliser un nouveau ralliement sur AMC, poussant l'action de 19 dollars le 26 mai, à plus de 64 dollars le 2 juin.

## Actionnaires
Liste des principaux actionnaires au 4 mai 2022 :
| Actionnaire                                        | %      |
| -------------------------------------------------- | ------ |
| The Vanguard Group                                 | 8,87 % |
| SSgA Funds Management                              | 2,57 % |
| BlackRock Fund Advisors                            | 2,53 % |
| Mudrick Capital Management (en)                    | 1,77 % |
| Geode Capital Management                           | 1,77 % |
| Greenvale Capital                                  | 1,68 % |
| Northern Trust Investments (Investment Management) | 1,12 % |
| D.E. Shaw & Co                                     | 0,97 % |
| Renaissance Technologies                           | 0,91 % |
| Charles Schwab Investment Management               | 0,51 % |

Wanda Group contrôlait le groupe grâce à ses actions de classe B dont les droits de vote étaient supérieurs. Wanda vend l'ensemble de sa participation dans AMC en mai 2021.

## Cinémas importants

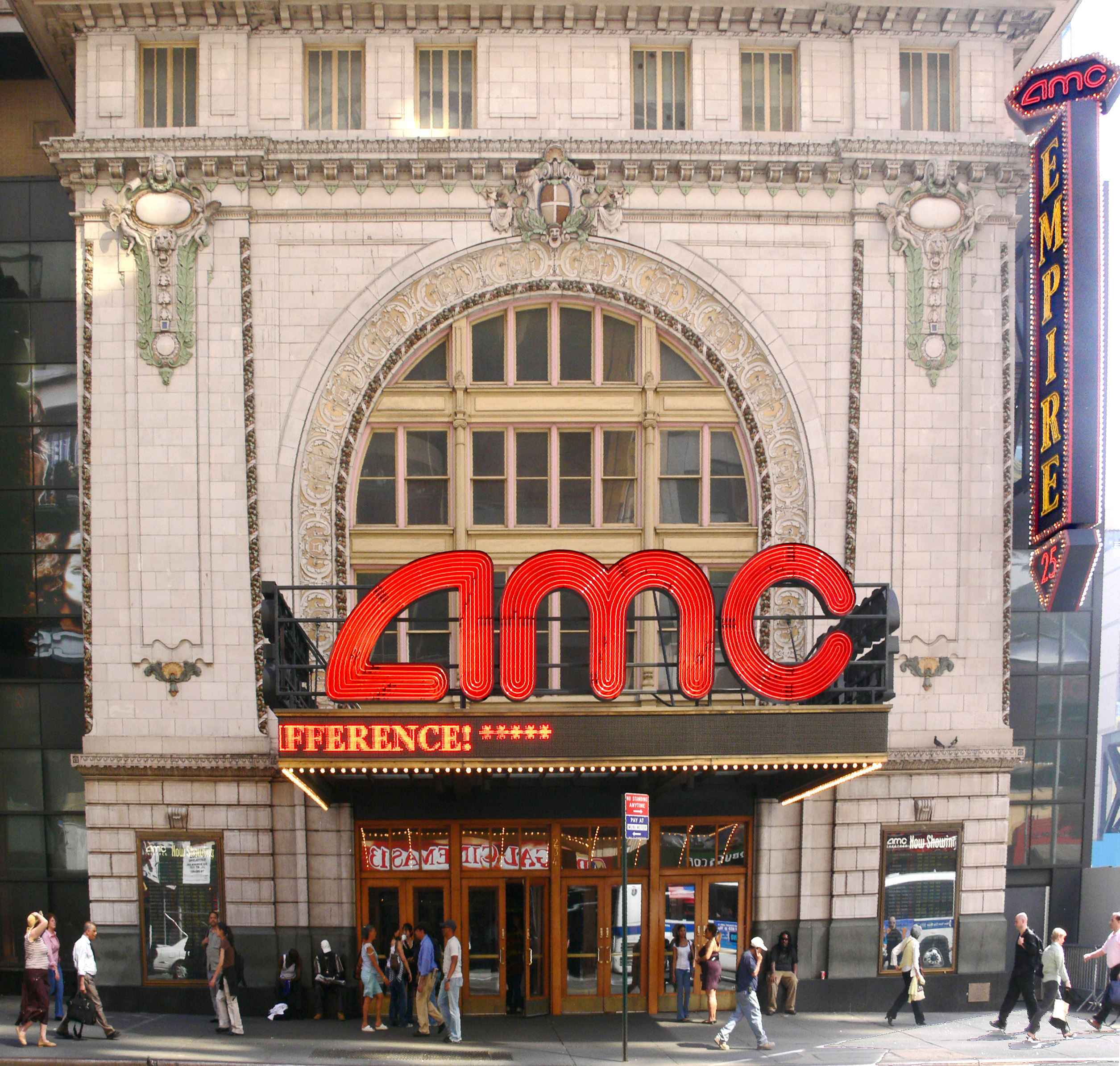
AMC Empire 25 à New York

AMC possède de nombreux cinémas mais certains sont placés à des endroits stratégiques.
- AMC Grand 24 de Dallas au Texas premier mégaplexe en 1995.
- AMC Empire 25 à Times Square

Ainsi la Walt Disney Company accueille trois cinémas d'AMC :
- AMC West Side 24 au Downtown Disney West Side de Walt Disney World Resort
- AMC Disneyland 12 dans le Downtown Disney de Disneyland Resort
- AMC Ikspiari 16 dans l'Ikspiari du Tokyo Disney Resort

D'autres accueillent un nombre impressionnant de salles, plus de 30.
Le seul complexe AMC en France était situé à Dunkerque et comptait 20 puis 14 salles. Souhaitant quitter ses implantations européennes AMC Dunkerque a été cédé à Ociné.

## Sources
- « AMC, Loews Cineplex Plan to Merge », 22 juin 2005, Forbes